# Кіровсько-Виборзька лінія
Перша лінія, також відома як Кі́ровсько-Ви́борзька або червона лінія — лінія Петербурзького метрополітену. Перша черга відкрита 15 листопада 1955 року. З'єднує через центр південно-західні і північно-східні райони Санкт-Петербурга. На середину 2010-х проходить через Калінінський район і виходить за межі суб'єкта Федерації Санкт-Петербург . У її складі 19 станцій. Довжина — 29,57 км, середній час поїздки по всій лінії — близько 45 хв . Є як ділянки глибокого, так і ділянки мілкого закладення. Червоний колір лінія отримала за аналогією з першою лінією московського метрополітену і за основним кольором радянської епохи (до речі , червоні лінії і Московського , і Ленінградського метрополітенів обидві були названі на честь С. М. Кірова - відповідно Кіровсько- Фрунзенська і Кіровсько-Виборзька) .
Відразу після будівництва першої черги, друга пускова ділянка (від «Площі Повстання» до « Площі Леніна») лінія з'єднувала всі п'ять залізничних вокзалів міста: Балтійський, Варшавський (розташовувався осторонь, закритий у 2001 році), Вітебський, Московський і Фінляндський. Після побудови Ладозького вокзалу лінія втратила цю особливість.

## Хронологія
| Черга                               | Дата відкриття    | Довжина       |
| ----------------------------------- | ----------------- | ------------- |
| «Автово» — «Площа Повстання».       | 15 листопада 1955 | 9.4 km        |
| «Пушкінська»                        | 30 грудня 1956    | N/A           |
| «Площа Повстання» — «Площа Леніна». | 1 червня 1958     | 3.0 km        |
| «Автово» — «Дачне» (тимчасова)      | 1 червня 1966     | 1.5 km        |
| «Площа Леніна» - Академічна         | 22 квітня 1975    | 8.8 km        |
| Політехнічна                        | 29 грудня 1975    | N/A           |
| «Автово» — «Проспект Ветеранів».    | 29 вересня 1977   | 3.5 - 1.5 km* |
| Академічна - «Дев'яткіно»           | 29 грудня 1978    | 4.9 km        |
| Загалом:                            | 19 станцій        | 29.6 km       |

* При продовженні лінії у 1977, тимчасова станція Дачне була демонтована.

## Історія перейменувань
| Станція    | Попередня назва (и) | Роки      |
| ---------- | ------------------- | --------- |
| Дев'яткіно | Комсомольська       | 1978–1991 |

## Пересадки
| # | Пересадка на лінію             | Зі станції             | На станцію             |
| - | ------------------------------ | ---------------------- | ---------------------- |
| 3 | Невсько-Василеострівна лінія   | Площа Повстання        | Маяковська             |
| 4 | Правобережна лінія             | Володимирська          | Достоєвська            |
| 5 | Фрунзенсько-Приморська лінія   | Пушкінська             | Звенигородська         |
| 2 | Московсько-Петроградська лінія | Технологічний інститут | Технологічний інститут |

## Електродепо і рухомий склад

### Електродепо
| Депо     | Період            |
| -------- | ----------------- |
| Автово   | 1955 — сьогодення |
| Північне | 1995 — сьогодення |

### Кількість вагонів у потягах
| Кількість вагонів       | Період                         |
| ----------------------- | ------------------------------ |
| 4                       | 1955 — кінець 1956             |
| 5                       | Кінець 1956 — початок 1970     |
| 6                       | Початок 1970 — вересень 1977   |
| 7                       | Вересень 1977 — 26 червня 2004 |
| 7 (ділянка за розмивом) | Грудень 1995 — жовтень 1996    |
| 5 (ділянка за розмивом) | Жовтень 1996 — травень 1997    |
| 4 (ділянка за розмивом) | Май 1997 — 2001                |
| 6 (ділянка за розмивом) | 2001 — 26 червня 2004          |
| 8                       | 26 червня 2004 — сьогодення    |

### Типи вагонів, що використовуються на лінії
| Тип                                                  | Період        |
| ---------------------------------------------------- | ------------- |
| Вагони метро Ем/Ема/Емх/Ем/Ема/Емх                   | До сьогодення |
| Вагони метро Ем501/Ема502/Емх503/Ем501/Ема502/Емх503 | До сьогодення |
| Вагони метро Ем501М/Ема502М/Ем501М/Ема502М           | До сьогодення |

## Перспективи
Продовження лінії на північ, за станцію «Дев'яткіно», практично виключено.
Продовження лінії на південь, за станцію «Проспект Ветерані » , передбачалося деякими планами розвитку метрополітену, до того ж на лінії є задєл у вигляді тупиків за станцією. Станції мали б назви «Вулиця Солдата Корзуна» , «Проспект Маршала Жукова» , «Лігово» (з пересадкою на однойменну станцію Красносільсько-Калінінської лінії). Згідно з іншим планом передбачається будівництво станцій «Ульянка» (поблизу однойменної залізничної платформи) і « Пулково» (поблизу аеропорту).
Втім, Генеральний план не передбачає подовження гілки: замість цього планується будівництво надземного експреса і Красносільсько- Калінінської лінії.
Також існував «виделковий» варіант за станцією «Політехнічна» по осі Тихорецького проспекту і Проспекту Культури, під це є задєл за станцією у вигляді тунелів, що відгалужуються.

## Галерея

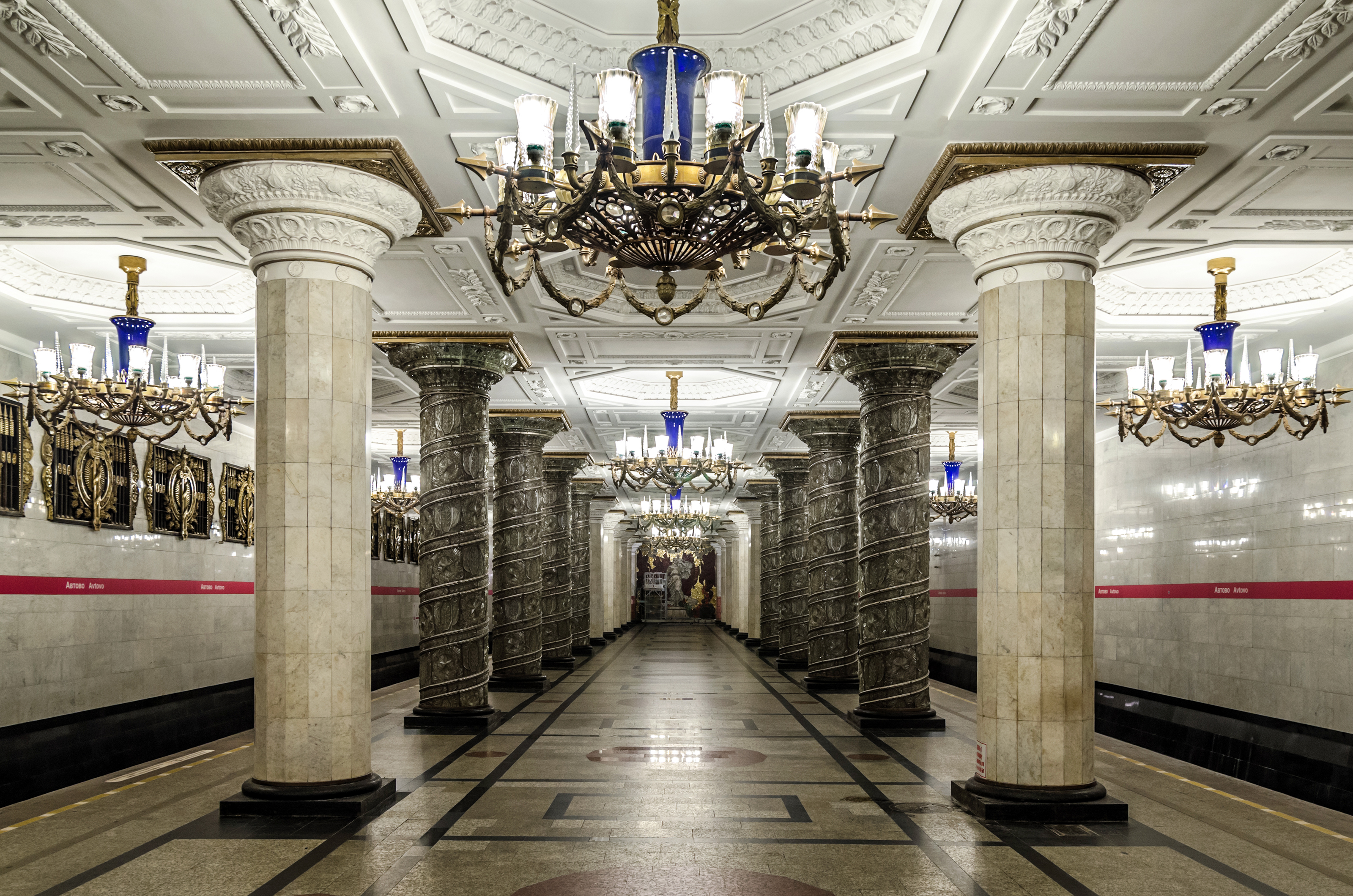
Станція «Автово»
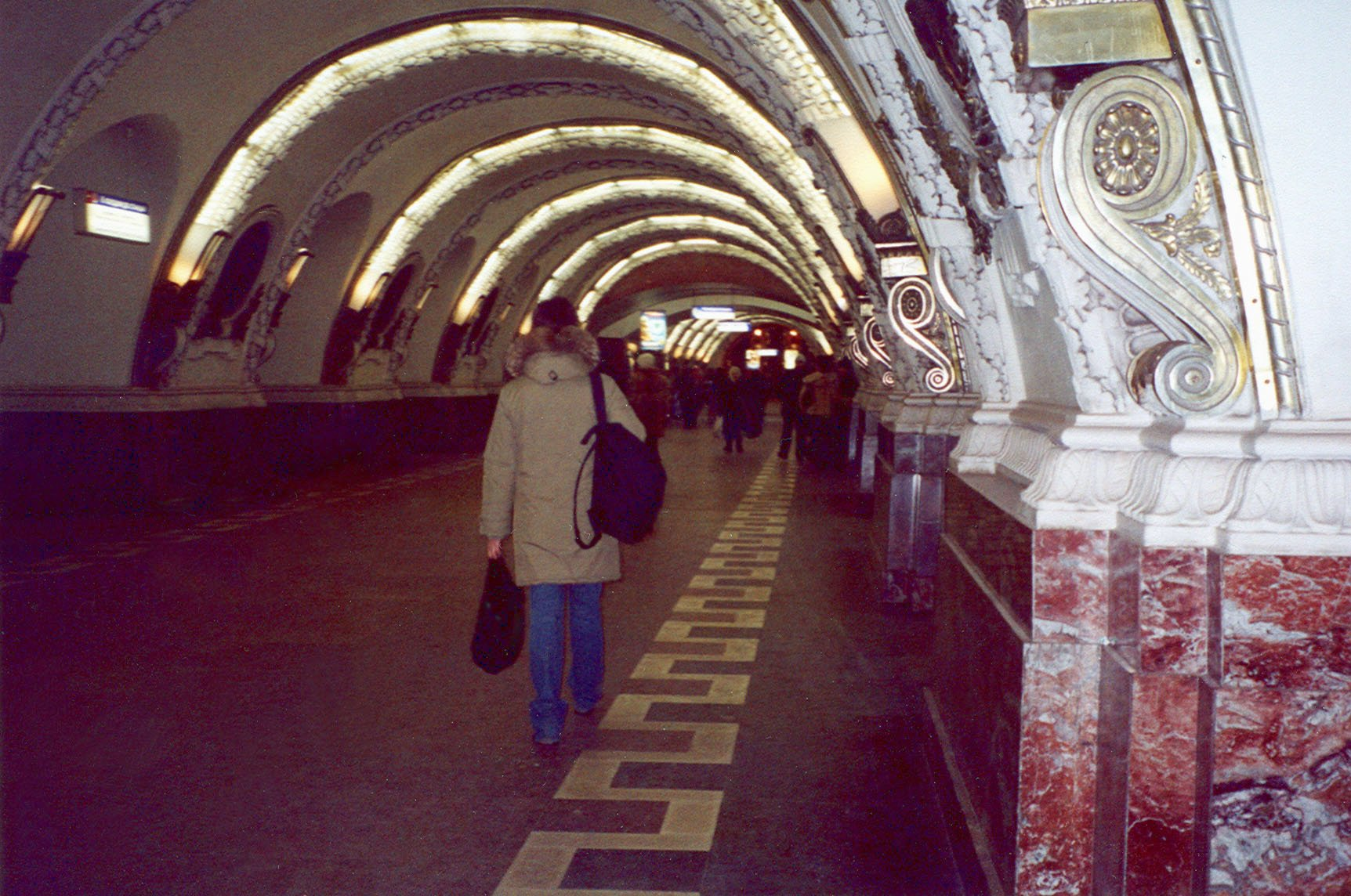
Станція «Площа Повстання»
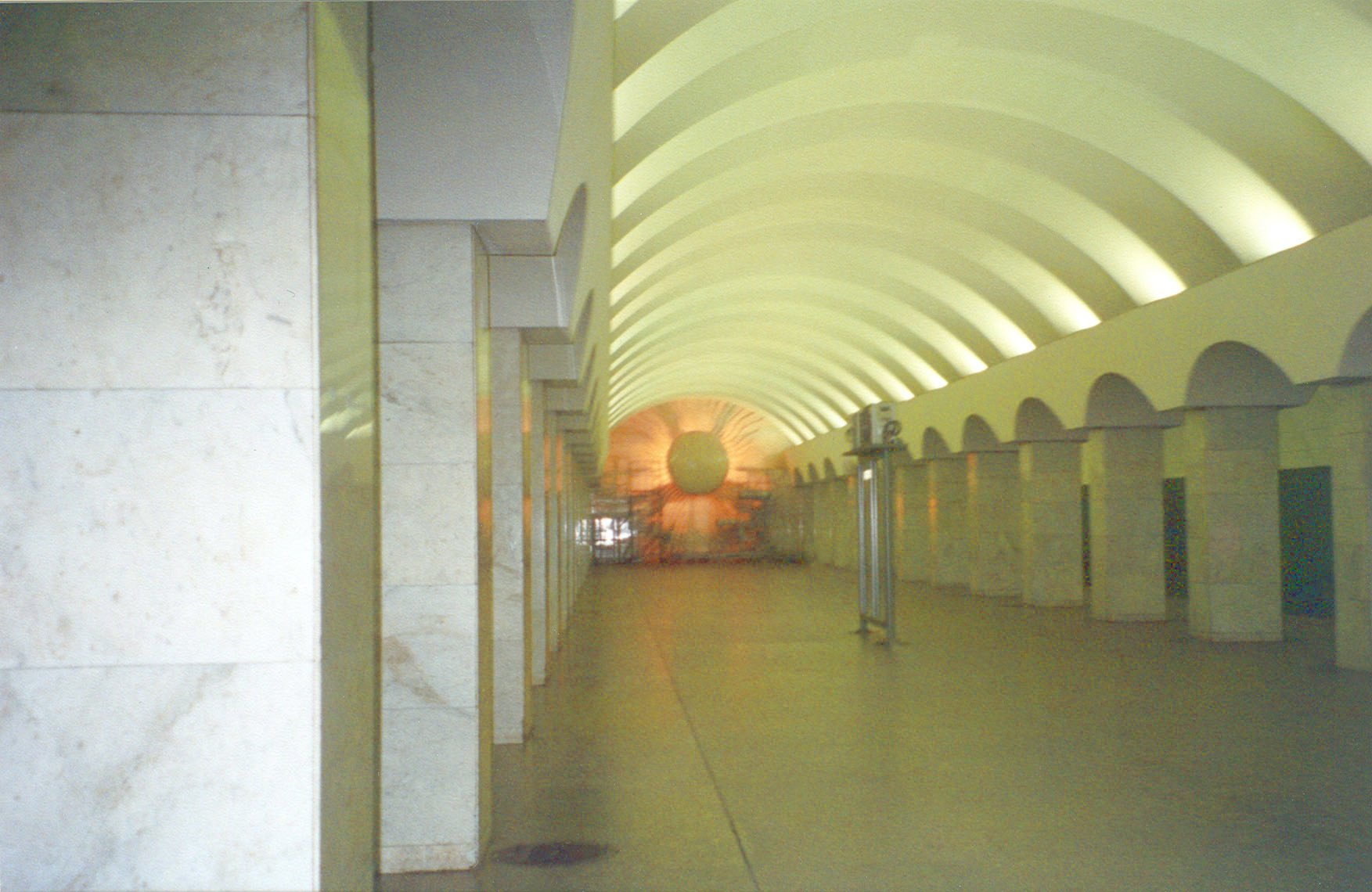
Станція «Лісова»
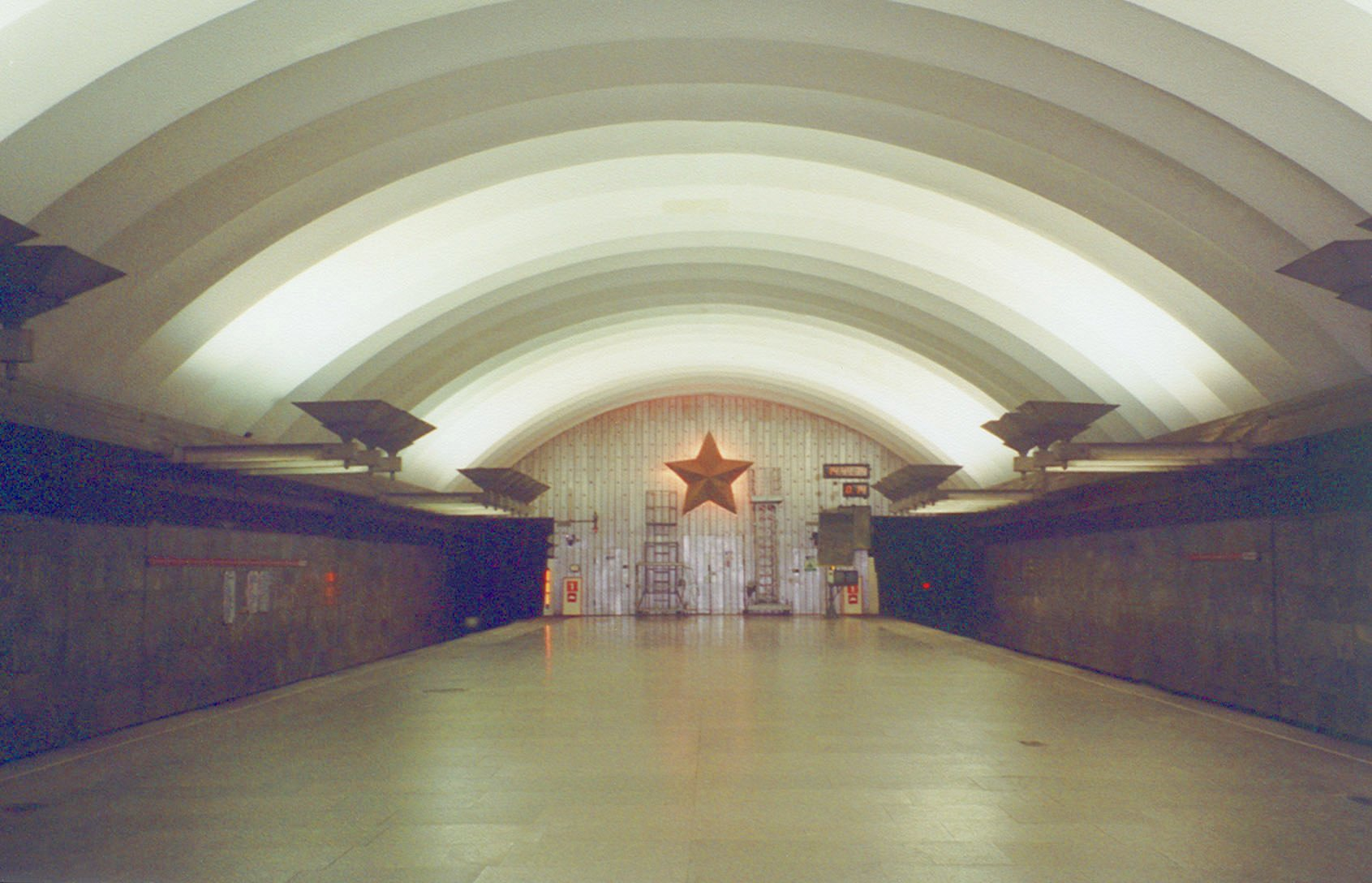
Станція «Площа Мужності»
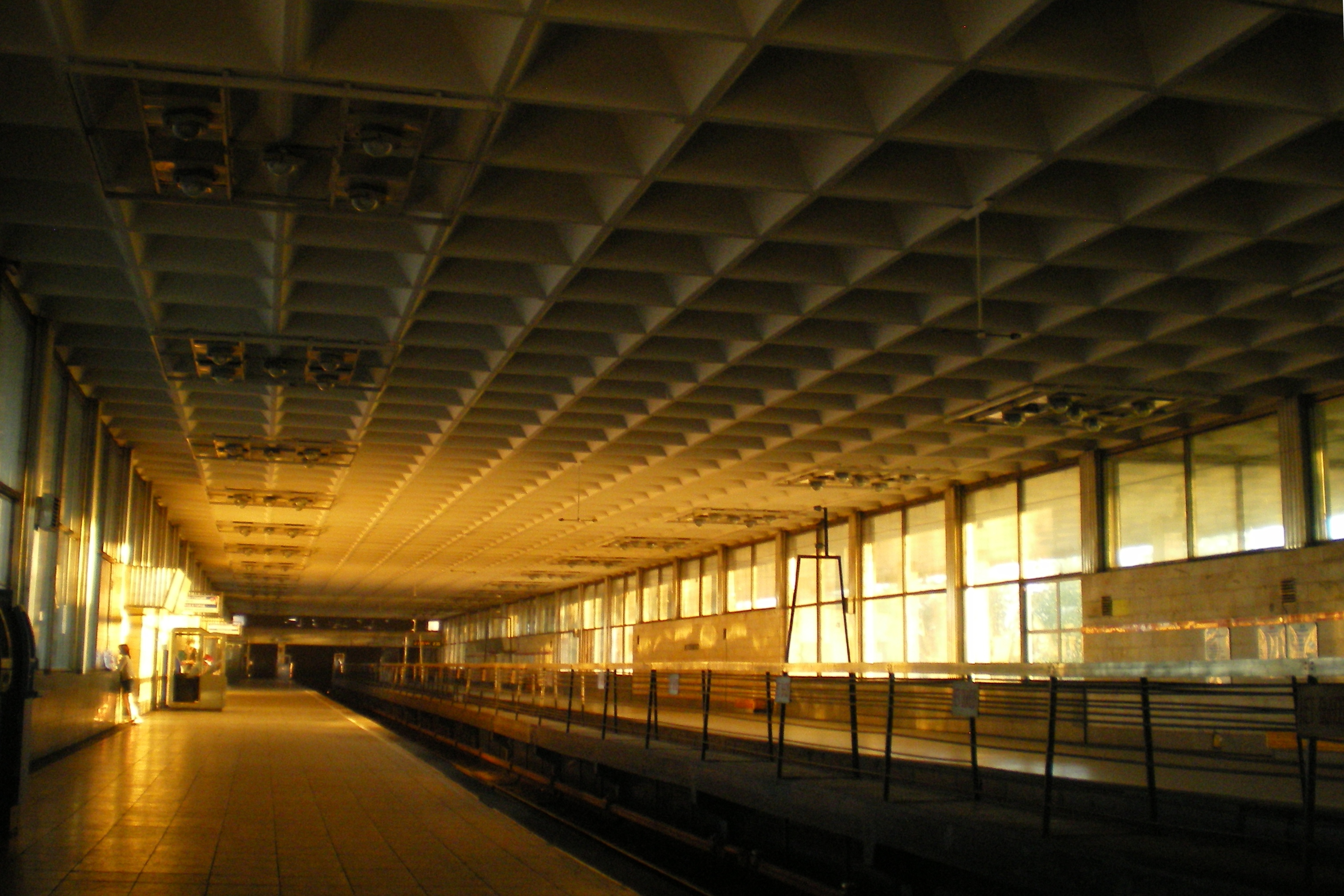
Станція «Дев'яткіно»

## Дивись також
- Розмив в Петербурзькому метрополітені

## Ресурси Інтернету
- Санкт-Петербург. Петроград. Ленінград: Енциклопедичний довідник. Кіровсько-Виборзька лінія метрополітену (рос.)
- Кіровсько-Виборзька лінія на metro.vpeterburge.ru [Архівовано 21 липня 2017 у Wayback Machine.] (рос.)
- Кіровсько-Виборзька лінія на ometro.net (рос.)